# Tygda
Tygda (ros. Тыгда) – wieś w Rosji, w obwodzie amurskim, w rejonie magdagaczińskim. W 2010 liczyła 3319 mieszkańców.